# Brottning vid olympiska sommarspelen 1988
Brottningen hölls i Seoul och var uppdelat i två discipliner; grekisk-romersk stil och fristil. Tävlingarna var endast öppna för män. 

## Medaljer

### Medaljsummering
| Plac. | Land            | Guld | Silver | Brons | Totalt antal medaljer |
| ----- | --------------- | ---- | ------ | ----- | --------------------- |
| 1     | Sovjetunionen   | 8    | 4      | 3     | 15                    |
| 2     | Sydkorea        | 2    | 2      | 5     | 9                     |
| 3     | Japan           | 2    | 2      | 0     | 4                     |
| 4     | USA             | 2    | 1      | 3     | 6                     |
| 5     | Bulgarien       | 1    | 4      | 3     | 8                     |
| 6     | Polen           | 1    | 1      | 1     | 3                     |
| 7     | Ungern          | 1    | 1      | 0     | 2                     |
| 8     | Italien         | 1    | 0      | 0     | 1                     |
| 8     | Norge           | 1    | 0      | 0     | 1                     |
| 8     | Rumänien        | 1    | 0      | 0     | 1                     |
| 11    | Finland         | 0    | 1      | 1     | 2                     |
| 12    | Iran            | 0    | 1      | 0     | 1                     |
| 12    | Turkiet         | 0    | 1      | 0     | 1                     |
| 12    | Västtyskland    | 0    | 1      | 0     | 1                     |
| 12    | Jugoslavien     | 0    | 1      | 0     | 1                     |
| 16    | Tjeckoslovakien | 0    | 0      | 1     | 1                     |
| 16    | Östtyskland     | 0    | 0      | 1     | 1                     |
| 16    | Grekland        | 0    | 0      | 1     | 1                     |
| 16    | Sverige         | 0    | 0      | 1     | 1                     |

## Medaljtabell

### Fristil, herrar
| Klass                     | Guld                                 | Silver                           | Brons                              |
| Lätt flugvikt Detaljer... | Takashi Kobayashi · Japan            | Ivan Tzonov · Bulgarien          | Sergei Karamchakov · Sovjetunionen |
| Flugvikt Detaljer...      | Mitsuru Sato · Japan                 | Šaban Trstena · Jugoslavien      | Vladimir Toguzov · Sovjetunionen   |
| Bantamvikt Detaljer...    | Sergei Beloglazov · Sovjetunionen    | Askari Mohammadian · Iran        | Noh Kyung-Sun · Sydkorea           |
| Fjädervikt Detaljer...    | John Smith · USA                     | Stepan Sarkisyan · Sovjetunionen | Simeon Shterev · Bulgarien         |
| Lättvikt Detaljer...      | Arsen Fadzayev · Sovjetunionen       | Park Jang-Soon · Sydkorea        | Nate Carr · USA                    |
| Weltervikt Detaljer...    | Kenny Monday · USA                   | Adlan Varayev · Sovjetunionen    | Rahmat Sofiadi · Bulgarien         |
| Mellanvikt Detaljer...    | Han Myung-Woo · Sydkorea             | Necmi Gençalp · Turkiet          | Jozef Lohyňa · Tjeckoslovakien     |
| Lätt tungvikt Detaljer... | Makharbek Khadartsev · Sovjetunionen | Akira Ota · Japan                | Kim Tae-Woo · Sydkorea             |
| Tungvikt Detaljer...      | Vasile Pușcașu · Rumänien            | Leri Khabelov · Sovjetunionen    | William Scherr · USA               |
| Supertungvikt Detaljer... | David Gobezhishvili · Sovjetunionen  | Bruce Baumgartner · USA          | Andreas Schröder · Östtyskland     |

### Grekisk-romersk stil, herrar
| Klass                     | Guld                                | Silver                             | Brons                          |
| Lätt flugvikt Detaljer... | Vincenzo Maenza · Italien           | Andrzej Głąb · Polen               | Bratan Tzenov · Bulgarien      |
| Flugvikt Detaljer...      | Jon Rønningen · Norge               | Atsuji Miyahara · Japan            | Lee Jae-Suk · Sydkorea         |
| Bantamvikt Detaljer...    | András Sike · Ungern                | Stojan Balov · Bulgarien           | Haralambos Holidis · Grekland  |
| Fjädervikt Detaljer...    | Kamandar Madzjidov · Sovjetunionen  | Zjivko Vangelov · Bulgarien        | An Dae-Hyun · Sydkorea         |
| Lättvikt Detaljer...      | Levon Julfalakjan · Sovjetunionen   | Kim Sung-Moon · Sydkorea           | Tapio Sipilä · Finland         |
| Weltervikt Detaljer...    | Kim Young-Nam · Sydkorea            | Daulet Turlychanov · Sovjetunionen | Józef Tracz · Polen            |
| Mellanvikt Detaljer...    | Michail Mamiasjvili · Sovjetunionen | Tibor Komáromi · Ungern            | Kim Sang-Kyu · Sydkorea        |
| Lätt tungvikt Detaljer... | Atanas Komtjev · Bulgarien          | Harri Koskela · Finland            | Vladimir Popov · Sovjetunionen |
| Tungvikt Detaljer...      | Andrzej Wroński · Polen             | Gerhard Himmel · Västtyskland      | Dennis Koslowski · USA         |
| Supertungvikt Detaljer... | Aleksandr Karelin · Sovjetunionen   | Rangel Gerovski · Bulgarien        | Tomas Johansson · Sverige      |